# Hyposidra virgata
Hyposidra virgata är en fjärilsart som beskrevs av Alfred Ernest Wileman 1910. Hyposidra virgata ingår i släktet Hyposidra och familjen mätare. Inga underarter finns listade i Catalogue of Life.